# Ford Taurus II
Pour les articles homonymes, voir Ford Taurus.
Ne doit pas être confondu avec Ford Taunus.
 (mars 2021).
La mise en forme du texte ne suit pas les recommandations de Wikipédia : il faut le « wikifier ».
Les points d'amélioration suivants sont les cas les plus fréquents. Le détail des points à revoir est peut-être précisé sur la page de discussion.
- Les titres sont pré-formatés par le logiciel. Ils ne sont ni en capitales, ni en gras.
- Le texte ne doit pas être écrit en capitales (les noms de famille non plus), ni en gras, ni en italique, ni en « petit »…
- Le gras n'est utilisé que pour surligner le titre de l'article dans l'introduction, une seule fois.
- L'italique est rarement utilisé : mots en langue étrangère, titres d'œuvres, noms de bateaux, etc.
- Les citations ne sont pas en italique mais en corps de texte normal. Elles sont entourées par des guillemets français : « et ».
- Les listes à puces sont à éviter, des paragraphes rédigés étant largement préférés. Les tableaux sont à réserver à la présentation de données structurées (résultats, etc.).
- Les appels de note de bas de page (petits chiffres en exposant, introduits par l'outil «  Source ») sont à placer entre la fin de phrase et le point final[comme ça].
- Les liens internes (vers d'autres articles de Wikipédia) sont à choisir avec parcimonie. Créez des liens vers des articles approfondissant le sujet. Les termes génériques sans rapport avec le sujet sont à éviter, ainsi que les répétitions de liens vers un même terme.
- Les liens externes sont à placer uniquement dans une section « Liens externes », à la fin de l'article. Ces liens sont à choisir avec parcimonie suivant les règles définies. Si un lien sert de source à l'article, son insertion dans le texte est à faire par les notes de bas de page.
- La présentation des références doit suivre les conventions bibliographiques. Il est recommandé d'utiliser les modèles {{Ouvrage}}, {{Chapitre}}, {{Article}}, {{Lien web}} et/ou {{Bibliographie}}. Le mode d'édition visuel peut mettre en forme automatiquement les références.
- Insérer une infobox (cadre d'informations à droite) n'est pas obligatoire pour parachever la mise en page.

Pour une aide détaillée, merci de consulter Aide:Wikification.
Si vous pensez que ces points ont été résolus, vous pouvez retirer ce bandeau et améliorer la mise en forme d'un autre article.
Pour un aperçu complet de tous les modèles de Taurus, voir Ford Taurus.
La Ford Taurus de deuxième génération est une automobile qui a été produite par Ford de 1991 à 1995. La Taurus de deuxième génération partageait toutes ses pièces mécaniques avec la Ford Taurus de première génération, mais son extérieur et son intérieur ont été presque entièrement repensés. Cependant, son extérieur ressemblait encore fortement à celui de la Taurus de première génération, ce qui a amené beaucoup de monde à croire que la deuxième génération était simplement un lifting de la Taurus de première génération. Cependant, cela est partiellement vrai car le modèle break, depuis le montant B jusqu'à l'arrière de la voiture, était un report de la première génération. La deuxième génération de Taurus s'est avérée très populaire, se vendant à 410 000 unités la première année, devenant ainsi la voiture la plus vendue aux États-Unis. Elle conservera ce titre jusqu'en 1995, date à laquelle elle a été abandonnée et remplacée par la Ford Taurus de troisième génération.

## Aperçu

### Extérieur
L'extérieur de la deuxième génération a été entièrement repensé à partir de la première génération. Sa longueur a été augmentée de quelques pouces, et elle pesait quelques centaines de livres de plus et avait une ligne de toit plus arrondie. Chaque panneau de carrosserie, à l'exception des portes, a été repensé. Cependant, de nombreux composants redessinés ressemblaient étroitement à ceux de la génération précédente, ce qui a conduit beaucoup de monde à croire à tort que cette génération n'est qu'un lifting de la génération précédente.
Le nez avant a été redessiné avec des phares plus minces, tout en conservant le «reniflard inférieur» de la première génération, bien que dans une conception plus aérodynamiquement efficace qui affluait dans le pare-chocs avant. À l'arrière, elle a reçu de nouveaux feux arrière qui ressemblaient étroitement à ceux de la génération précédente, ainsi qu'une toute nouvelle face arrière. Le coffre a également été redessiné, avec un becquet intégré dans la conception du couvercle du coffre pour rendre la voiture plus efficace du point de vue aérodynamique.
Également avec cette génération, chaque modèle de Taurus recevait une garniture extérieure différente. Le niveau de finition le plus bas, la Taurus L, avait des rétroviseurs et des garnitures de fenêtre en plastique gris clair, tandis que les pare-chocs et les garnitures latérales étaient également gris clair. La GL, le modèle à prix moyen, a des garnitures de vitres chromées et des rétroviseurs couleur carrosserie, tout en conservant les pare-chocs et les garnitures latérales en gris. Le modèle LX haut de gamme avait ses pare-chocs de couleur assortie, ainsi que la garniture latérale grise remplacée par un revêtement de carrosserie de couleur assortie. Les modèles L et GL de 1992 (et la Mercury Sable GS) pouvaient également être commandés avec un travail de peinture bicolore, dans lequel au lieu d'être gris, les pare-chocs et les garnitures latérales étaient peints dans une teinte légèrement plus foncée que la couleur de la carrosserie du véhicule. Pour réduire les coûts, cela a été abandonné pour l'année modèle 1993, car tous les modèles ont reçu des garnitures et des pare-chocs de couleur assortie à partir de cette année.

### Intérieur
L'intérieur a également été entièrement repensé pour 1992. La Taurus a reçu un nouveau tableau de bord qui, comme dans la génération précédente, a été conçu pour être convivial. Comme dans la génération précédente, il avait toutes les commandes principales du véhicule situées près du côté gauche du tableau de bord, pour être à portée de main du conducteur. Tout comme dans la génération précédente, toutes les commandes ont été conçues pour être reconnaissables au toucher et pour être actionnées par le conducteur sans quitter la route des yeux. Le nouveau tableau de bord contenait également trois boutons à droite du groupe de jauges qui permettaient au conducteur de faire fonctionner la radio sans quitter la route des yeux. La radio a également été repensée, tandis que le reste du tableau de bord inférieur a été repris de la génération précédente, tout comme le volant. Le nouveau tableau de bord a également été conçu pour contenir un airbag côté passager, une première en son genre. Il était facultatif en 1991 sur les modèles de 1992 et est devenu la norme en 1993, faisant de la Taurus la première voiture du genre à avoir deux coussins gonflables à l'avant.
Les sièges et les panneaux de porte ont également été redessinés. Les nouveaux panneaux de porte contenaient des accoudoirs intégrés, avec les commandes des vitres électriques et des serrures montées à plat sur sa partie frontale, permettant au conducteur de les actionner sans bouger son bras. Ces interrupteurs, ainsi que toutes les commandes principales, s'illuminaient lorsque les phares étaient allumés, permettant au conducteur de les voir facilement la nuit.
Contrairement à la première génération, l'intérieur n'était pas aussi personnalisable dans la deuxième génération, et de nombreuses options qui étaient auparavant disponibles ont été coupées pour 1992. La deuxième génération n'utilisait plus qu'une seule conception de siège partagée avec tous les modèles (la LX de première génération avait sa propre conception de siège unique), et n'était disponible qu'en deux configurations; avec une banquette avant et un levier de vitesses monté sur colonne, ou avec des sièges avant baquets et une console centrale avec un levier de vitesses monté au plancher. La console était un report de la première génération, bien qu'elle ait été repensée pour 1993. La variante break comprend à l'arrière deux sièges rabattables orientés vers l'arrière

### Modèles et moteurs
Pour 1992, la Taurus était disponible en trois modèles; L, GL et LX. Comme pour la première génération, la L était le modèle de base, la GL était le modèle à prix moyen et la LX était le modèle de luxe. En raison de ventes décevantes, la L a été abandonnée après 1992, laissant la GL comme modèle d'entrée de gamme. Pour l'année modèle 1995, un nouveau modèle SE a été ajouté, destiné à être une version économique de la SHO. C'était un cran au-dessus de la GL d'entrée de gamme, un cran en dessous de la LX haut de gamme, et était livrée de série avec des sièges avant baquets et une console centrale avec un levier de vitesses au plancher, ainsi qu'un aileron arrière emprunté à la SHO. La SE n'a jamais été disponible en break.
La deuxième génération est également venue dans une version de police modifiée. La Taurus de police était une finition GL avec le moteur V6 Essex de 3,8 litres qui était légèrement différent du moteur Essex ordinaire. La sortie du moteur Essex de la version police était de 15 ch (11 kW) supérieure à la norme grâce à l'ajout d'un système de silencieux d'échappement double, similaire à celui de la SHO; un tuyau en Y a été ajouté après le résonateur, qui permettait la séparation des deux côtés de l'arrière du véhicule. D'autres changements comprenaient un réservoir de carburant plus grand, conduites de frein en acier inoxydable, freins à disque aux quatre roues de série avec ABS, un carénage de calandre modifié qui avait une fente pour permettre un flux d'air accru vers le radiateur et un indicateur de vitesse à étalonnage certifié à 230 km/h. Certaines ont été achetées pour l'application de la limite de vitesse, avec l'anonymat de la voiture aidant dans le rôle. La finition de police de la Taurus ne s'est pas avérée très populaire, et elle était souvent largement dépassé par la propre Crown Victoria de Ford.
Lorsque le moteur quatre cylindres HSC de 2,5 L a été abandonné au début de 1991, ainsi que la transmission automatique ATX à trois vitesses, tous les modèles de Taurus de deuxième génération suivantes sont livrées de série avec le V6 Vulcan 3,0 L de 140 chevaux (104 kW), à l'exception du break LX livré avec un V6 Essex de 3.8 L. Le moteur Essex était facultatif sur tous les autres modèles de Taurus. Tous les moteurs de cette génération utilisaient la transmission automatique AXOD-E à quatre vitesses, jusqu'en 1993, date à laquelle elle a été remplacée par la transmission AX4S à quatre vitesses, qui a été utilisée pour le reste de la production de cette génération dans la plupart des modèles. Certains moteurs 3,0 L de 1994 à 1995 étaient livrés avec la boîte-pont AX4N.
Cette génération de Taurus a été exportée au Japon en nombre limité et vendue chez des concessionnaires automobiles japonais appelés Autorama (une co-entreprise avec Mazda), où la Taurus SHO était le seul modèle disponible en version berline et familiale avec des positions de conduite à gauche jusqu'en 1995. Pour les acheteurs japonais, elle était considérée comme un véhicule de luxe car les dimensions extérieures et la cylindrée du moteur dépassaient les réglementations gouvernementales japonaises, et les acheteurs du Japon étaient redevables de taxes supplémentaires.

## Variantes

### Mercury Sable
Une Mercury Sable redessinée, un modèle sœur de la Taurus destinée à un public plus haut de gamme, a été mis en vente aux côtés de la Taurus en 1991. Comme la première génération, la Sable partageait tous les composants mécaniques de la Taurus mais avait une carrosserie et un intérieur uniques. Semblable à la Taurus, la conception de la Sable de deuxième génération ressemblait étroitement à celle du modèle de première génération, bien que la carrosserie et l'intérieur aient été presque entièrement repensés et que le nouveau modèle était plus court que sa prédécesseur; tandis que la première génération de Sable avait un empattement allongé, le modèle redessiné avait le même empattement que la Taurus. Le nouveau modèle était toujours offert dans les modèles GS et LS dans les carrosseries berlines et familiales, une finition LTS haut de gamme a été offerte sur la berline au cours de l'année modèle 1995. Les groupes motopropulseurs et la plupart des options étaient les mêmes que ceux de la Taurus, bien qu'aucun équivalent de la Taurus SHO n'ait été offert. La Sable a été produite en même temps que la Taurus jusqu'à l'année modèle 1995.
En 1993, Ford Canada a fabriqué à la main 40 Mercury Sable propulsées par des moteurs V6 SHO dans le cadre de leur programme AIV (Aluminium Intensive Vehicle) et en a vendu 20 au public. En utilisant des éléments de suspension en aluminium et des panneaux de carrosserie en aluminium, maintenus ensemble avec un processus de soudage par points et un processus d'assemblage adhésif développé spécifiquement pour ce véhicule, le résultat final était une voiture qui pesait 400 livres de moins qu'une Taurus SHO. En 1995, Multimatic Motorsports a inscrit l'un de ces véhicules dans l'événement One Lap of America, terminant 15e au général et 1er dans la catégorie des berlines à prix moyen,,,.

### Ford Taurus SHO
Article principal: Ford Taurus SHO
La Ford Taurus SHO de deuxième génération a été lancée à l'automne 1991, avec la Taurus. Contrairement à la première génération, cette SHO contenait un revêtement de carrosserie moins agressif, ainsi qu'une partie avant unique utilisant des pièces largement empruntées à la Mercury Sable. Comme les Taurus et Sable, la transmission de la SHO a été reprise de la première génération. Le seul changement majeur est survenu dans l'année 1993, lorsqu'une transmission automatique est devenue facultative. Les voitures équipées d'une transmission automatique avaient un moteur légèrement plus gros avec une puissance égale en raison d'arbres à cames moins agressifs.